# 類似性スコア
類似性スコア（るいじせいスコア、Similarity score）は、セイバーメトリクスの指標の一つであり、野球で類似性を点数化する方法である。アメリカンフットボールやバスケットボールでも採用されている。

## 概要
類似性スコアは、1994年に発行のビル・ジェームズの著書、『一体殿堂に何が起きたのか?』で取り上げられたセイバーメトリクス指標の一つである。選手の成績が似通う度合いを示す指標であり、特定の選手がどの歴史的な選手に最も類似しているかを発見する事を意図している。アメリカ野球殿堂入りにふさわしい選手であるかどうかを判断するために作られたものである。長年にわたって多くの統計学者によって改良または類似性を測定する独自のシステムが作られている。近年では、多くの成績予測プログラムで使用されている。その選手が「彼らに最も類似した歴史的選手に似た成績推移を辿っていく」として、将来の成績予測に役立てている。

## 野球の計算法
1000点満点で採点。

### 打撃スコア
両打者を比較し、以下の違いごとに1点を減点していく。 
20試合　75打数　10得点　15安打　5二塁打　4三塁打　2本塁打　10打点 
25四球　150三振　20盗塁　打率.001　長打率.002

### 守備位置スコア
守備位置（複数守れる選手は全て）ごとに以下の点数を設定し、大きい方から小さい方を引いた値をさらに減点していく。
捕手240　遊撃手168　二塁手132　三塁手84　外野手48　一塁手12　指名打者0

### 投球スコア
両投手を比較し、以下の違いごとに1点を減点していく。 
10試合　1勝　2敗　.002勝率（最大100ポイント）　.02防御率（最大100ポイント）　20先発　20完投 
50投球回　50被安打　30奪三振　10与四球　5完封